# Lambert van den Berg
Lambertus Peter Maria (Lambert) van den Berg (Overloon, 21 januari 1944) is een Nederlands voormalig politicus van het CDA en later dijkgraaf.
Hij is in 1969 afgestudeerd in de Bedrijfseconomie aan de Katholieke Hogeschool Tilburg. Daarna was hij planning manager Rank Xerox en vanaf 1972 financieel manager Venray. Daarnaast was hij lid van de gemeenteraad van Vierlingsbeek. In maart 1979 werd Van den Berg de burgemeester van Lith wat hij tot 1989 zou blijven. Daarna is hij werkzaam geweest als dijkgraaf van het waterschap De Maaskant. Na de fusie op 1 januari 2004 tot het waterschap Aa en Maas was hij daarvan nog ongeveer een jaar dijkgraaf voor hij daar vervroegd met pensioen ging waarbij hij door Lambert Verheijen werd opgevolgd.